# Mount Royal Arena
A Mount Royal Arena egy fedett jégpálya volt a québeci Montréal városában, a Mount Royal és St.-Urbain utcák sarkán. A csarnokban a National Hockey Leagueben (NHL) játszó Montréal Canadiens játszotta hazai mérkőzéseit 1920-tól 1926-ig, amikor a Canadiens a Forum de Montréalba költözött. A csarnokban 6000 ülőhely és 4000 állóhely volt. A játékfelület természetes jég volt, és a stadionban nem volt mechanikus jégkészítő berendezés.
A csarnok még nem volt teljesen befejezve, amikor 1920. január 20-án kinyitották egy Canadiens - Toronto St. Patricks mérkőzés alkalmából. A meccset a Canadiens nyerte, 14:7-es eredménnyel. Egy héttel később, egy balkon része eltört egy Ottawa Senators elleni meccs előtt, és a rendőrség csak 6500 nézőt engedett be a csarnokba. A stadion nagyon gyorsan lett felépítve, mert a Canadiensnek új csarnokra volt szüksége, mivel az addigi stadionjuk, a Jubilee Arena 1920-ban leégett.
A Canadiens 1926-ban kiköltözött az arénából az egyenetlen jégfelület miatt. A csapat egy géppel fagyasztott jégpályát szeretett volna, amit a csarnok tulajdonosa, Thomas Duggan megígért számukra. De Duggan nem tartotta be az ígéretet, inkább arra koncentrált, hogy amerikai csapatokat hozzon az NHL-be.
A Canadiens kiköltözése után a csarnok előadóteremmé lett átépítve, majd később kereskedelmi épület lett. Többek között Enrico Caruso is tartott előadást a teremben, és Norman Bethune egy fontos szónoklatot is tartott benne.
A csarnok 2000. február 29-én leégett. Az épület helyén ma egy élelmiszerbolt található.